# Oxolotán
Oxolotán ist ein Dorf mit knapp 2.000 Einwohnern in der Gemeinde (municipio) Tacotalpa im Süden des mexikanischen Bundesstaats Tabasco.

## Lage
Oxolotán liegt in einer Schleife des Río Oxolotán in einer Höhe von ca. 60 m ü. d. M. ungefähr 95 km (Fahrtstrecke) südlich von Villahermosa, der Hauptstadt des Bundesstaates, nahe der Grenze zum gebirgigen und waldreichen Bundesstaat Chiapas. Der Nachbarort Tapijulapa befindet sich ca. 14 km nordwestlich.

## Wirtschaft und Infrastruktur
Die Bewohner früherer Jahrhunderte betrieben als Selbstversorger ein wenig Feldbau, züchteten Truthühner und gingen auf die Jagd.  Im 20. Jahrhundert entwickelten sich Handwerk und Kleinhandel. Seit den 1980er Jahren ist der Tourismus als Einnahmequelle hinzugekommen.

## Geschichte
Oxolotán liegt im Gebiet der Zoque-Maya. In den Jahren 1529 bis 1531 gelang es Francisco de Montejo Indianer-Aufstände in der Region zu unterdrücken und einen sicheren Weg von der südlichen Golfküste nach Chiapas zu erschließen. Im Jahr 1532/3 ließ sich der Franziskanerorden hier nieder, doch schließlich gründete der Dominikanerorden im Jahr 1572 in Oxolotán eine Missionsstation, die rasch an Bedeutung gewann und zum Kern einer schnell wachsenden Siedlung wurde. Wenige Jahre später unternahm Diego de Landa, der Bischof von Yucatán, eine Inspektionsreise durch die Region. Im 18. Jahrhundert war Oxolotán mit damals ca. 3.000 Einwohnern einer der größten Orte der Region, doch führten Krankheiten zu einem Bevölkerungsschwund. Die ehemalige Missionskirche überstand die im Jahr 1926 vom kirchenfeindlichen Gouverneur Tomás Garrido Canabal beauftragte Sprengung der Klausurgebäude.

## Sehenswürdigkeiten

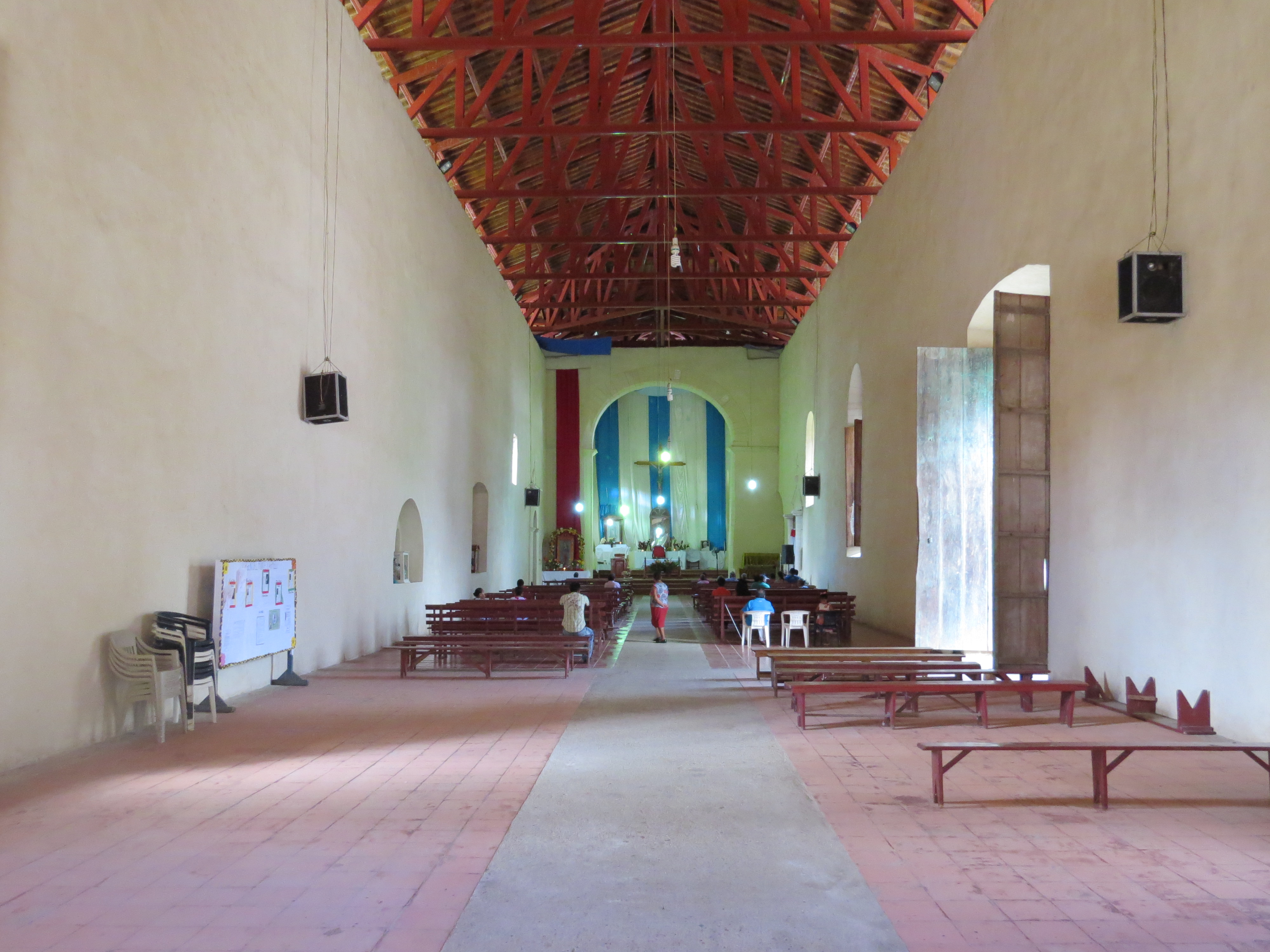
Kirche Santo Domingo de Guzman

- Das Mauerwerk der einschiffigen Kirche besteht aus schwer zu vermauernden runden Flusssteinen (bolas). Das weißverputzte Kirchenschiff hat kein Gewölbe, sondern lediglich einen offenen Dachstuhl; die um drei Stufen erhöhte Apsis schließt flach. Auf der Südseite führt ein Portal vom ehemaligen Klausurbereich in die Kirche.
- Die seit dem Jahr 1979 in Teilen restaurierten Klostergebäude dienen heute als Museo de la Sierra.
- Ein nahegelegener Freizeitpark (Kolem-Jaa) bietet zahlreiche Möglichkeiten für sportliche Aktivitäten.